# 野津原町立今市中学校
野津原町立今市中学校（のつはるちょうりついまいちちゅうがっこう）は、かつて大分県大分郡野津原町大字今市（現在の大分県大分市大字今市）にあった公立中学校である。

## 沿革
- 1994年（平成6年）3月31日 - 閉校[1]。野津原町立野津原中学校（現在の大分市立野津原中学校）へ統合[2]。
- 1995年（平成7年）4月 - 跡地に「いまいち山荘」が開所[3]。
- 2005年（平成17年）1月1日 - 野津原町が大分市に編入合併し、「いまいち山荘」が大分市の施設となる。
- 2017年（平成29年）3月31日 - 「いまいち山荘」閉所。

## いまいち山荘
閉校後の校地には、既存の施設を利用した宿泊研修施設「いまいち山荘」が1995年（平成7年）4月に開所した。鉄筋コンクリート構造2階建ての旧校舎を改装して宿泊研修棟とし、他に倉庫、グラウンドがあった。
本施設は、老朽化等のため、2017年（平成29年）3月31日を以て閉所した。

## 交通
- 自動車 - 大分自動車道光吉ICから国道442号経由で約30分